# Ards F.C.
Ards Football Club – klub z Irlandii Północnej z siedzibą w mieście Newtownards, choć swoje mecze domowe rozgrywa w mieście Bangor na stadionie Bangor Fuels Arena, dzieląc go z miejscowym klubem Bangor FC.

## Osiągnięcia
- Mistrz Irlandii Północnej: 1957/58
- Puchar Irlandii Północnej (Irish Cup) (4): 1926/27, 1951/52, 1968/69, 1973/74
- Puchar Ligi (Irish Football League Cup): 1994/95
- Mistrz drugiej ligi północnoirlandzkiej (Irish First Division): 2000/01
- County Antrim Shield (3): 1955/56, 1971/72, 1993/94

## Historia
Klub Ards założony został w 1902 roku w Newtownards. Przez lata kultową figurą drużyny z Castlereagh Park był jej obecny trener Tommy Kincaid. W ostatnich dziesięciu latach klub popadł w poważne tarapaty finansowe i musiał sprzedać swój dotychczasowy stadion Castlereagh Park. Odtąd klub korzystał ze stadionów Solitude w Belfaście, Taylors Avenue w Carrickfergus i Dixon Park w Ballyclare, aż w końcu na dłużej zadomowił się na Clandeboye Park w Bangor, gdzie gra do dziś.
Plany nowego stadionu w Newtownards znalazły się w zawieszeniu, gdyż w klubie nie widać żadnych oznak ku lepszemu. Ostatni spadek do drugiej ligi (zwanej First Division) oznaczał utratę najlepszych graczy, mniejszą frekwencję i w konsekwencji spadek dochodów klubu. Postawa drużyny w drugiej lidze nie rokuje szybkiego powrotu do dawnej świetności.

## Europejskie puchary
Legenda do wszystkich tabel:
- Q – runda eliminacyjna, 1/16, 1/8, 1/4, 1/2 – odpowiednia faza rozgrywek, Grupa – runda grupowa, 1r gr – pierwsza runda grupowa, 2r gr – druga runda grupowa, F – finał, R – runda, PO – play-off
- k. – rzuty karne, los. – losowanie, Dogr. – dogrywka, w. – zasada bramek strzelonych na wyjeździe

| Sezon   | Rozgrywki                 | Runda   | Przeciwnik             | Dom | Wyjazd | Ogólnie    |
| ------- | ------------------------- | ------- | ---------------------- | --- | ------ | ---------- |
| 1958/59 | Puchar Europy             | Q       | Stade de Reims         | 1–4 | 2–6    | 3–10       |
| 1969/70 | Puchar Zdobywców Pucharów | 1R      | AS Roma                | 0–0 | 1–3    | 1–3        |
| 1973/74 | Puchar UEFA               | 1R      | Standard Liège         | 3–2 | 1–6    | 4–8        |
| 1974/75 | Puchar Zdobywców Pucharów | 1R      | PSV Eindhoven          | 1–4 | 0–10   | 1–14       |
| 1997    | Puchar Intertoto          | Grupa 3 | AJ Auxerre             | 0–3 |        | 5. miejsce |
| 1997    | Puchar Intertoto          | Grupa 3 | Lausanne Sports        |     | 0–6    | 5. miejsce |
| 1997    | Puchar Intertoto          | Grupa 3 | Royal Antwerp FC       | 0–1 |        | 5. miejsce |
| 1997    | Puchar Intertoto          | Grupa 3 | Nea Salamina Famagusta |     | 1–4    | 5. miejsce |